# Улица Лигатнес (Рига)
Улица Ли́гатнес (латыш. Līgatnes iela) — улица в Северном районе Риги, в Межапарксе. Расположена за пределами охранной зоны исторического района Межапаркс.
Пролегает в юго-восточном направлении, от перекрёстка с улицей Судрабу Эджус до улицы Мирдзас Кемпес (соединена пешеходной дорожкой, выезда не имеет). В средней части к улице Лигатнес примыкает улица Майлес, с другими улицами не пересекается.
Общая длина улицы Лигатнес составляет 180 метров. На всём протяжении покрыта асфальтом, разрешено движение в обоих направлениях. Ширина проезжей части — 5,5 метра. Общественный транспорт не курсирует.

## История
Улица впервые упоминается в городских адресных книгах в 1914 году под названием Госларская улица (латыш. Goslara iela, нем. Gosslarer Straße) — по названию немецкого города Гослара (многие улицы этого района названы в честь городов Ганзейского союза). Во время Первой мировой войны, 1915 по 1917 год, была временно переименована в Ангарскую улицу (латыш. Angaras iela), затем первоначальное название было возвращено.
В 1923 году получила современное название — в честь латвийского села, ныне города Лигатне. В последующем переименований не было.
Первоначально улица была более протяжённой и имела ломаную форму, меняя направление на юго-западное и продолжаясь до проспекта Кокнесес. В 1980 году была образована нынешняя улица Мирдзас Кемпес, к которой отошла часть улицы Лигатнес.

## Застройка
Застройка улицы представлена исключительно жилыми домами, преимущественно двухэтажными, частными. Несколько зданий сохранилось с довоенного времени.
- Дом № 1 — 2-квартирный собственный дом архитектора А. Лаздиньша (1939)[6].
- Дом № 3 — частный дом К. Видиньша (1938, архитектор В. Паэгле; в последующем перестроен)[6].
- Дом № 4 — ранее на этом участке находился 2-квартирный дом К. и Г. Бранденбургов (1935, архитекторы В. Шац и Г. Фирхуф). В 2005 году на его месте построен современный многоквартирный 3-этажный дом (архитекторы А. Калныньш и И. Дударёка)[6].
- Дом № 5 — 2-квартирный дом А. Шнейдера (1939, архитектор А. Эрдманис; в последующем перестроен)[6].
- Дом № 6 — частный дом Я. Канцанса (1948, архитектор П. Канцанс)[6].